# Brasão de armas da Guiana
O Brasão de armas da Guiana (República Cooperativa da Guiana), foi aprovado pelo Parlamento em 25 de Fevereiro de 1966, depois da Rainha Elizabeth II ter introduzido, em 21 de Janeiro do mesmo ano.

## Descrição
Inclui um cocar ameríndio, simbolizando os povos indígenas do país[1]; dois diamantes dos lados do cocar representam a indústria mineiradora; um capacete (insígnia monárquica); duas onças-pintadas como que suportes segurando, à dextra uma picareta, à sinistra, um caule de cana-de-açúcar, e um caule de arroz (simbolizando o açúcar da Guiana e as indústrias do arroz); um escudo decorado com uma vitória-régia, simboliza a flor nacional; três linhas de azul ondulado representam os três principais rios da Guiana; e o pássaro nacional, a cigana (Opisthocomus hoazin). O lema, "Um povo, uma nação, um destino", aparece na faixa abaixo do escudo.